# Côte du Saphir
La côte jijelienne ou côte du Saphir ou Côte de Saphir est une partie de la côte de l'Algérie ; l'une des plus belles, étant réputée pour sa corniche et ses belles plages (le Grand Phare, Ouled Bounar, le Casino, Chalate, El Aouana, le Rocher Noir, Andreu…)[réf. souhaitée].  
La Côte de Saphir s'étend de Béjaïa (Bougie) à Jijel (Djidjelli). Comme la Côte Turquoise, de Ténès à Alger,  son nom a été forgé sur le modèle de la Côte d’Azur (France) elle-même sur le modèle de la Côte-d’Or qui, elle n’est pas littorale.  